# Folke Hederus
Folke Nils Ragnar Hederus, född den 15 juli 1912 i Häglinge församling, Hässleholms kommun, död den 15 februari 2003, var en svensk arkitekt.
Folke Hederus var son till lantbrukare Per Persson i Bjärröd i Häglinge församling och Johanna Johnsson. Han växte upp, efter sin mors död, hos morfar och mostrar i Östra Sönnarslöv. Han utbildade sig på Tekniska gymnasiet i Härnösand med examen 1937 och till arkitekt på Kungliga Tekniska högskolan i Stockholm med examen 1944. Han studerade också vid Kungliga Konsthögskolan i Stockholm 1947–1948, men fullföljde inte studierna.
Han var anställd vid Länsarkitektkontoret i Härnösand som byggnadsingenjör hade också anställningar hos Folke Löfström och Nils Ahrbom, innan han startade eget arkitektkontor.
Folke Hederus hade under 1950-talet många uppdrag för LKAB, bland annat planering av egnahems- och villaområdet Malmsta i Malmberget, och för sparbanksrörelsen.
Han var från 1942 gift med Anne-Marie Schölin (1919–2012). De är begravda på Lidingö kyrkogård. Hederus fick fyra barn.

## Verk i urval

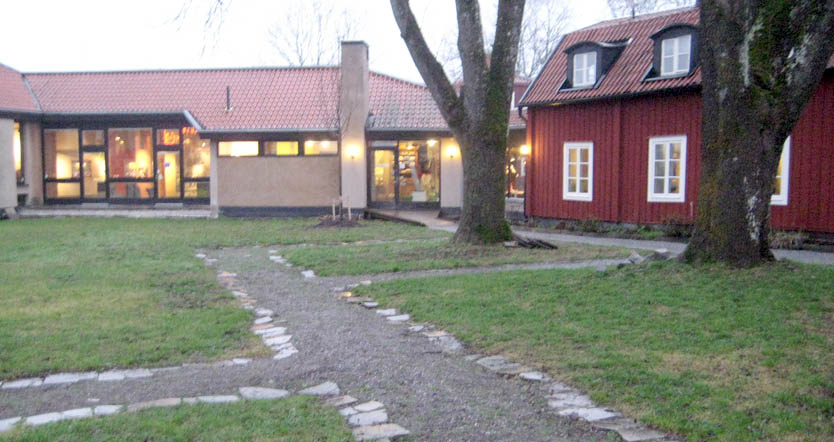
Utbyggnad av Sigtuna museum

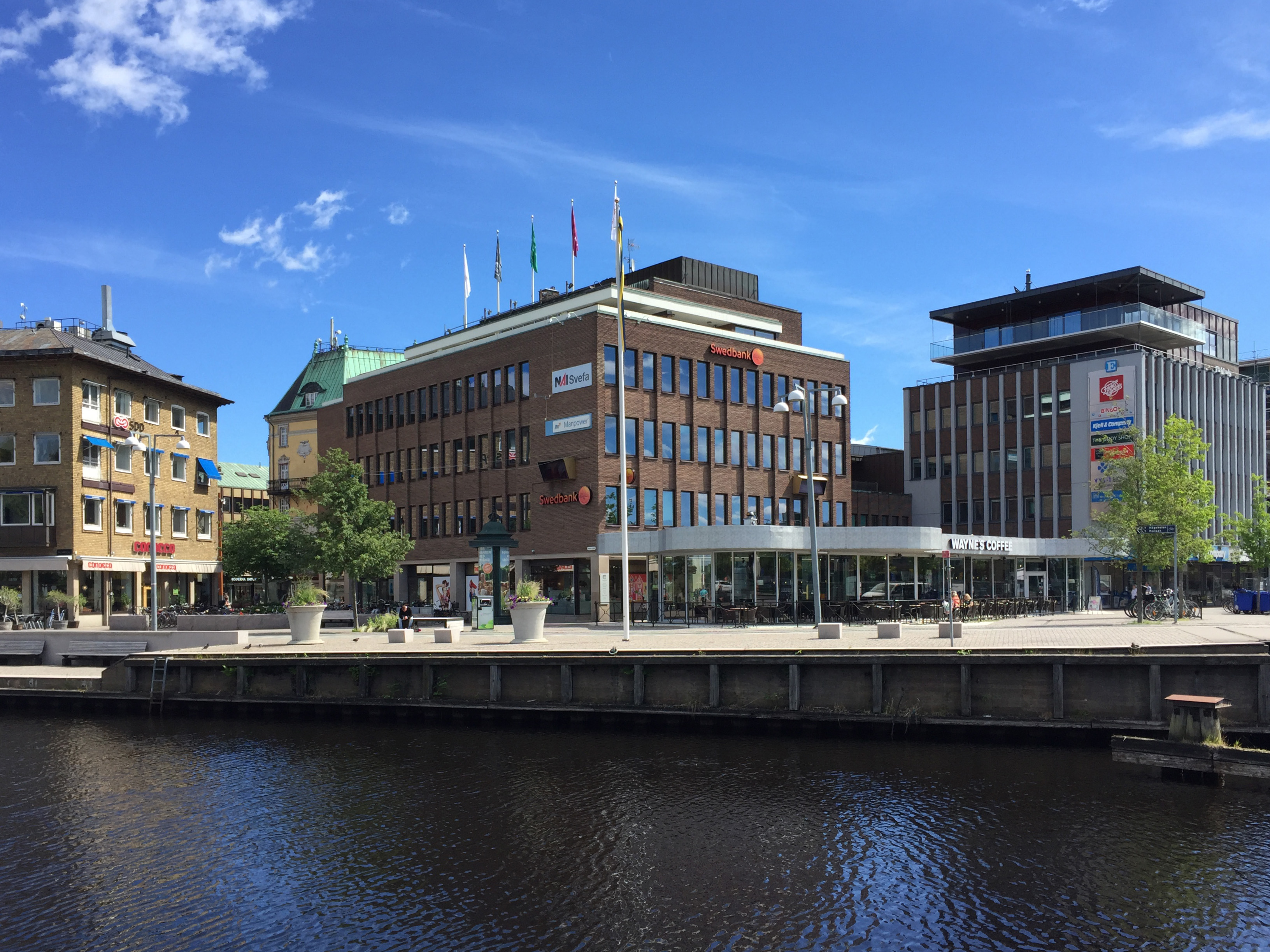
Jönköpings läns sparbank

- Kontorshus i Luleå för Statens Vattenfallsverk 1952.
- Semesterby på Syd-Långö i Bohuslän för Grängesbergsbolaget - LKAB 1954.
- Kursgård Rosenön, Dalarö, för LKAB 1958-1973.
- Kursgård Skepparholmen utanför Stockholm för Svenska Sparbanksföreningen 1968.
- Plan och vissa byggnader i stadsdelen Malmsta i Malmberget, 1950-talet
- Souterrängradhus i Kiruna
- Utbyggnad av Sigtuna museum, 1954
- Sparbanksföreningens kurs- och utbildningscenter Skepparholmen, 1964, tillsammans med Johan Wohlert
- Jönköpings läns sparbank, Hoppets torg 4 - Smedjegatan 2-6, Jönköping, 1963-1965, tillsammans med Johan Wohlert, Sparfrämjandets arkitektkontor, i samma kvarter varuhus för EPA.
- Oppunda sparbank, Köpmangatan 11-13, Katrineholm 1967-1968, tillsammans med J Wohlert vid Sparfrämjandets arkitektkontor.
- Tranås sparbank-Jönköpings läns sparbank, Storgatan 41, Tranås, tillsammans med Sparfrämjandets arkitektkontor.
- Sundsvalls sparbank -Länssparbanken i Västernorrland, Storgatan 20, Sundsvall 1971-1973, tillsammans med Sparfrämjandets arkitektkontor.
- Sparbank i Säffle, tillsammans med Sparfrämjandets arkitektkontor.
- Villa Nordmark, kv Sytten 12, Lidingö 1958.
- Villa Nordmark II, Stadsäga 1707, Edsviken, Danderyd 1967.
- Villa Ramel, Oscarsstigen, Lidingö,1972[4]
- Ateljé Derkert, konstförråd, bostad, Vallen Östra 9, Lidingö 1962-1977.
- Villa Dyrenius, Gripsholm 1:13, Mariefred 1969.
- Klockargården, bostad, Ekerö, 1980.